# Goussaincourt
Goussaincourt település Franciaországban, Meuse megyében. Lakosainak száma 118 fő (2022. január 1.). Goussaincourt Vouthon-Bas, Vouthon-Haut, Brixey-aux-Chanoines, Burey-la-Côte, Sauvigny, Taillancourt és Greux községekkel határos.

## Népesség
A település népességének változása:
| Lakosok száma | 174  | 101  | 120  | 114  | 120  | 123  | 116  | 115  | 115  | 118  |
|               | 1968 | 1982 | 1990 | 2006 | 2013 | 2015 | 2017 | 2019 | 2020 | 2022 |